# Боб Шоу
Роберт (Боб) Шо (англ. Robert "Bob" Shaw, 12 грудня 1931 — 12 лютого 1996) — північноірландський письменник-фантаст.
Один із чільних представників наукової фантастики останніх десятиліть Боб Шоу народився у Белфасті (Північна Ірландія), закінчив місцеву Вищу технічну школу, працював в сталеливарній і авіаційної промисловості, шофером таксі, інженером, дизайнером, фахівцем зі зв'язків з громадськістю, журналістом; з 1975 року — професійний письменник. Публікуватися почав дуже рано: спочатку — в аматорській пресі. Перше опубліковане оповідання — «Аспект» (1954, «Nebula Science Fiction»).

## Біографія
Боб Шоу, старший з трьох синів поліцейського, народився і виріс в Белфасті. Він дізнався про наукову фантастику в 11-річному віці, коли прочитав коротке оповідання Альфреда ван Вогта в ранньому виданні журналу «Аналогова наукова фантастика». Пізніше він описав цей досвід «більш значним і тривалим, ніж прийом ЛСД». Він навчався у Белфастському технологічному коледжі. У 1950 році він приєднався до групи Irish Fandom, де познайомився із Джеймсом Вайтом, іншим Північноірландським фантастом. Група мала великий вплив на ранню історію наукової фантастики і видавала журнали для фанів фантастики «Hyphen» і «Slant», до останнього з яких Шоу дописував матеріали. У цей період Боб Шоу отримав прізвисько «Бош» («BoSh»). Він опублікував своє перше науково-фантастичне оповідання в 1951 році, а згодом — кілька інших.
Шоу припинив письменництво і поїхав зі своєю першою дружиною Седі (уроджена Sarah Gourley), сином та двома дочками до Канади, де мешкав з 1956 по 1958 рік. Його роман «Головокружіння» (англ. Vertigo) написаний в Альберті, і безкраї луки «Орбітсвілля», можливо, також створені під впливом цього періоду його життя. Спочатку він навчався як інженер-конструктор, далі працював авіадизайнером у компанії Short and Harland, потім — як науковий кореспондент The Belfast Telegraph протягом 1966—1969 рр., а також як рекламний агент Vickers Shipbuilding (1973—1975 рр.), і лише з 1975 року Шоу повністю присвячує себе письменництву. У квітні 1973 року під час конфлікту у Північній Ірландії, Шоу з родиною переїхали з Північної Ірландії до Англії, де він створив більшу частину своїх творів: спочатку в Ульверстоні, потім у Граппенхолі (Воррінгтон). Дружина Шоу — Седі — раптово померла в 1991 році і він жив один протягом кількох років.
Боб Шоу майже втратив зір через хворобу і страждав на індуковані мігренню порушення зору протягом всього свого життя. Імовіро, саме тому посилання на очі і зір з'являються як тема в деяких з його робіт. Шоу був також відомий як п'яниця і на одному етапів свого життя вважав себе алкоголіком. У 1991 році Шоу казав: «Я пишу наукову фантастику для людей, які не читають багато наукової фантастики». Він одружився вдруге на американці Ненсі Такер (англ. Nancy Tucker) у 1995 році і відправився в США, де вони жили разом, а до Англії повернувся в останні місяці свого життя. Боб Шоу помер від раку 11 лютого 1996 року.

## Романи
- 1954 — Зачарований дублікатор (англ. The Enchanted Duplicator) (Співавтор: Волт Вілліс)
- 1967 — Нічна прогулянка (англ. Night Walk)
- 1968 — У двох особах … (англ. The Two-Timers)
- 1969 — Палац вічності (англ. Palace of Eternity)
- 1970 — Мільйон завтра (англ. One Million Tomorrows)
- 1970 — Тінь небес (англ. Shadow of Heaven)
- 1971 — Подорож в епіцентр (англ. Ground-Zero Man)
- 1972 — Інші дні, інші очі (англ. Other Days, Other Eyes)
- 1976 — Вінок із зірок (англ. A Wreath of Stars)
- 1977 — англ. Medusa's Children
- 1978 — Корабель мандрівників (англ. Ship of Strangers)
- 1978 — Запаморочення (англ. Вертиго)
- 1979 — англ. Dagger of the Mind
- 1981 — англ. Galactic Tours
- 1981 — англ. The Ceres Solution
- 1984 — англ. Fire Pattern
- 1989 — англ. Killer Planet

### Повісті та оповідання
- 1954 — Аспект (англ. Aspect)
- 1959 — Ідеальна команда (англ. The Silent Partners)
- 1960 — Розм'яклі дипломати (англ. Dissolute Diplomat) Співавтор: Уолт Вілліс
- 1960 — Повторний показ (англ. Repeat Performance)
- 1965 — англ. … And the Isles Where Good Men Lie
- 1966 — Світло інших днів (англ. Light of Other Days)
- 1966 — Називайте мене дурепа (англ. Call Me Dumbo)
- 1966 — англ. Pilot Plant
- 1967 — Скляний свідок (англ. Burden of Proof)
- 1968 — Зустріч на Прайле (англ. Appointment on Prila)
- 1969 — Облава (англ. Hue and Cry)
- 1969 — англ. The Element of Chance
- 1970 — Зворотний зв'язок (англ. Communication)
- 1970 — англ. Telemart Three
- 1970 — англ. The Cosmic Cocktail Party
- 1970 — Найщасливіший день (англ. The Happiest Day of Your Life)
- 1971 — Гравець (англ. Gambler's Choice)
- 1971 — англ. The Weapons of Isher II
- 1971 — англ. What Time Do You Call This?
- 1972 — англ. A Dome of Many-Coloured Glass
- 1972 — Нестабільний дві тисячі перший (англ. Deflation 2001)
- 1972 — англ. Retroactive
- 1972 — Ловець гроз (англ. Stormseeker)
- 1974 — Дійсний член клубу (англ. A Full Member of the Club)
- 1974 — англ. A Little Night Flying
- 1974 — Неймовірний дублікат (англ. Unreasonable Facsimile)
- 1975 — англ. An Uncomic Book Horror Story
- 1976 — англ. Dream Fighter
- 1976 — Сутичка на світанку (англ. Skirmish on a Summer Morning)
- 1976 — Жарт Джоконди (англ. The Giaconda Caper)
- 1976 — Порочне коло (англ. Waltz of the Bodysnatchers)
- 1977 — англ. Crossing the Line
- 1978 — Амфітеатр (англ. Amphitheatre)
- 1978 — англ. Small World
- 1979 — англ. Frost Animals
- 1979 — англ. The Cottage of Eternity
- 1979 — Третє бажання (англ. Well-Wisher)
- 1980 — У готелі «Новий Шлях» (англ. In the Hereafter Hilton)
- 1980 — Люби мене ніжно (англ. Love Me Tender)
- 1980 — англ. The Kingdom of O'Ryan
- 1981 — англ. Conversion
- 1981 — Дивна нова планета (англ. Courageous New Planet)
- 1981 — Ну ж, вибери собі Всесвіт (англ. Go On, Pick a Universe!)
- 1982 — Інопланетяни — не люди (англ. Aliens Are not Human)
- 1982 — Перевірений спосіб схуднути (англ. Cutting Down)
- 1984 — англ. Conning Your Way
- 1984 — Тінь крил (англ. Shadow of Wings)
- 1985 — Місяць ката (англ. Executioner's Moon)
- 1986 — англ. Ad Astra?
- 1986 — англ. BoSh Goes Loco
- 1986 — англ. More Canadian Capers
- 1986 — англ. Pyrotechnics
- 1986 — англ. Ten Years, But Not Decayed
- 1986 — англ. RetroactThe Bermondsey Triangle Mysteryive
- 1986 — англ. The Man in the Grey Flannel Toga
- 1986 — англ. The Return of the Backyard Spaceship
- 1986 — англ. Up the Conjunction
- 1988 — Темна ніч в Країні іграшок (англ. Dark Night in Toyland)
- 1988 — Паралельна еволюція (англ. Parallel Evolution)
- 1989 — Войовниці століття техніки (англ. The K-Y Warriors)
- 1989 — Буква в букву (англ. To the Letter)
- 1991 — англ. A Real Downer
- 1991 — англ. Lunch of Champions
- 1991 — англ. The Mercenary Mirage
- 1993 — англ. Alien Porn
- 1993 — англ. Time to Kill

### Збірники
- 1973 — англ. Tomorrow Lies in Ambush
- 1976 — англ. Cosmic Kaleidoscope
- 1982 — англ. A Better Mantrap
- 1986 — англ. Messages Found in an Oxygen Bottle
- 1989 — Темні ночі (англ. Dark Night in the Toyland)

### Інші твори
- 1979 — англ. The Best of the Bushel
- 1979 — англ. The Eastercon Speeches
- 1984 — англ. Serious Scientific Talks
- 1993 — англ. How to Write Science Fiction
- 1995 — англ. Load of Old Bosh